# Alerte de franchissement involontaire de ligne

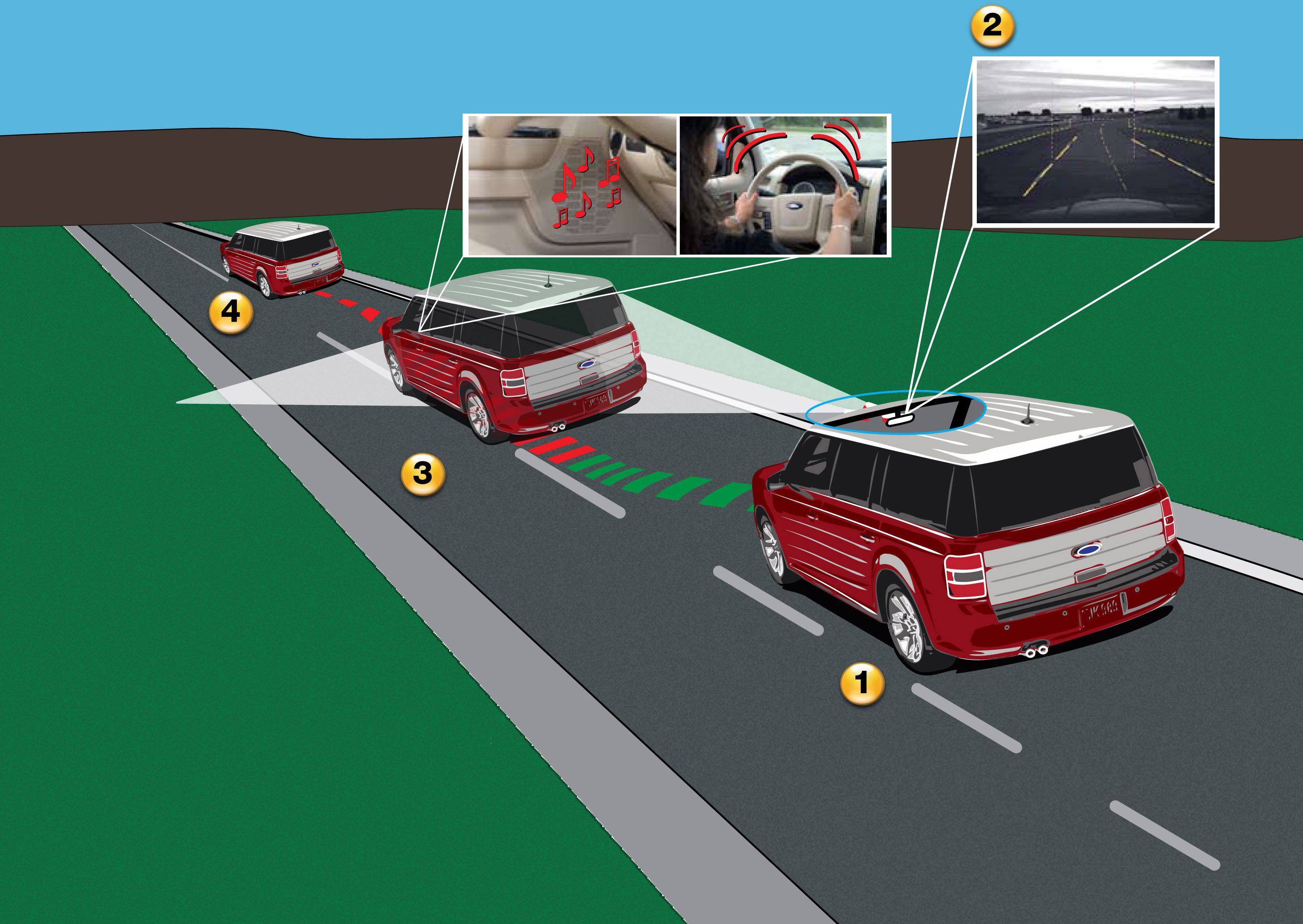
1. Trajectoire normale de la voiture
2. Trajectoire prévue de la voiture
3. Avertissement en cas de dépassement (vibration)
4. Retour à la trajectoire prévue

Logo du la norme ISO 7000 liée eu Spurhalteassistent

L’alerte de franchissement involontaire de ligne (ou AFIL) est un dispositif qui avertit le conducteur d'une automobile quand il franchit involontairement (sans actionner ses clignotants) une ligne continue ou discontinue. L'avertissement se manifeste par une vibration dans le siège du conducteur du côté où le franchissement a lieu. Cette alerte intuitive qui simule le roulement sur une bande rugueuse sonore a été préférée à une alerte sonore moins facilement interprétable. 
L’appellation système d’avertissement de franchissement de ligne est également utilisée dans le règlement 130 de la CEE-ONU.
Le principe de ce système AFIL réside dans l'utilisation de diodes infrarouges et de capteurs sensibles à ces rayonnements, placés sous le bouclier avant du véhicule. Les variations de réflexion des rayonnements infrarouges sur les bandes blanches engendrent le déclenchement du système via le calculateur du véhicule.
Pour être conforme au règlement 130, l'alerte de franchissement involontaire de ligne doit fonctionner sur une ligne droite éventuellement incurvée jusqu'à un rayon de courbure de 250 mètres.
Ce dispositif utilisé pour la première fois en grande série par Citroën sur la première C4 a reçu le Prix de l'innovation 2004 du salon de Genève.
Une évolution de ce système permise par l'apparition des directions assistée électriques consiste à le transformer en système actif, qui ramène automatiquement le véhicule dans sa file de circulation en cas de dérive de son cap : le Lane Keeping Assist ou aide au maintien dans la file de circulation.

## Reconnaissance
Euro NCAP offre des points aux voitures équipées d'un système d'alerte de franchissement involontaire de ligne.

## Évolutions

### Système d’urgence de maintien de la trajectoire
Dans l'espace économique européen, pour les véhicules qui en sont équipés, le règlement d’exécution (UE) 2021/646 définit une autre fonction, le système d’urgence de maintien de la trajectoire (ELKS pour l'anglais emergency lane-keeping systems) qui combine à la fois fonction de système d’avertissement de dérive de la trajectoire (LDWS pour Lane Departure Warning System) et fonction correctrice de direction (CDCF pour Corrective Directional Control Function) à des vitesses comprises entre 70 et 130 km/h.